# Hammenstedt
Hammenstedt ist ein Stadtteil der Stadt Northeim in Südniedersachsen. Zu Hammenstedt zählt zudem der neun Einwohner umfassende Ortsteil Güntgenburg.

## Geographie
Der Ort liegt östlich von Northeim und südlich der Rhume an der Bundesstraße 241. Unmittelbar am südlichen Ortsrand beginnt das Husumer Tal.

## Geschichte

### Mittelalter
Das genaue Gründungsdatum des Ortes ist nicht überliefert. Bekannt ist, dass der ehemalige „Hof Hammenstedt“ ehemals im Eigentum eines Grafen Godiza stand. Dieser übereignete das Gut Kaiser Heinrich II., der es ihm zum Lehen zurückgab. Ein damals übliches Verfahren, um sich den Schutz des Landesherren zu sichern.
Nach dem Tode der überlebenden Ehefrau des Grafen übergab Heinrich II. durch Vermittlung des Papstes Benedikt VIII. anlässlich der Weihe des Bamberger Domes das Gut Hammenstedt dem Bischof Meinwerk zum Eigentum. Die überlieferte Schenkungsurkunde vom 23. April 1020 ist die älteste schriftliche Unterlage zur Geschichte des Ortes.
Das Erzbistum Paderborn bewirtschaftete das zu einem Dorf angewachsene Gut Hammenstedt nie selbst, sondern gab es als Lehen. Unter den Lehnsherren spielen die Edelherren von Plesse eine besondere Rolle. Auch sie gaben diese Liegenschaft so wie ihren Besitz in Husum im Wege der Afterlehnschaft weiter.
Dieses führte zu zum Teil verwirrenden Eigentums- und Besitzverhältnissen, so dass das ursprüngliche Eigentumsrecht des Bistums Paderborn im Laufe der Jahrhunderte in Vergessenheit geriet und der Bischof von Paderborn sein Eigentumsrecht sich im Klagewege neu erstreiten musste. Mit der Angelegenheit wurde am 19. Juni 1292 der Propst des Einbecker Stiftes Sankt Alexandri beauftragt. Letztlich wurde das Eigentumsrecht des Bistums im Wege eines Vergleichs bestätigt. Hammenstedt gehörte damit im Gegensatz zu Northeim und anderen umliegenden Dörfern nicht zum Fürstentum Göttingen bzw. zum Herzogtum Braunschweig-Lüneburg.

### Neuzeit
1493 wurde das Dorf, als dessen Afterlehnsherren damals die Herren von Bodenhausen fungierten, mit Zustimmung der Herren von der Plesse und des Bischofs von Paderborn, der Stadt Northeim zum Afterlehen übereignet. Diese Afterlehnsschaft bestand bis zum Beginn des 19. Jahrhunderts. Der Dreißigjährige Krieg und die Kämpfe um Northeim in den 1620er Jahren führte zum zeitweiligen Wechsel der Besitzverhältnisse. Am 27. Juni 1627 hatte Herzog Georg von Braunschweig-Lüneburg, der Fürst von Grubenhagen, als Vergeltung für den Northeimer Angriff auf die Katlenburg im Jahr zuvor (21. April 1626) Ansprüche auf Northeimer Besitzungen angemeldet. Seine Amtmänner nahmen das Dorf Hammenstedt in Besitz. Im September zeigte Georg seinem Vetter Friedrich Ulrich, dem Fürsten von Calenberg-Göttingen, d. h. Northeims Landesherrn, die Inbesitznahme an, die der Northeimer Rat akzeptieren musste.
Durch die Ablösungsverordnung von 1833 und dem Gesetz zur Allodifikation wurden die gutsherrlichen Rechte und Lasten der Stadt Northeim nach und nach abgelöst.

### 20. Jahrhundert
Politisch dominierten im bäuerlich geprägten Hammenstedt während der Zeit des Deutschen Kaiserreiches (ab 1871) die Nationalliberale Partei und die Deutsch-Hannoversche Partei („Welfen“), die die Restauration des 1866 von Preußen annektierten Königreichs Hannover unter dem angestammten Welfenhaus forderte. An die Stelle der Nationalliberalen trat spätestens seit 1919 die Sozialdemokratie, sodass SPD und DHP in den Jahren der Weimarer Republik die Wählerstimmen der Hammenstedter annähernd unter sich aufteilten. Bei der Reichstagswahl 1930 erreichte die bisher in Hammenstedt bedeutungslose NSDAP mit 26,8 % ein besseres Ergebnis als im Reichsschnitt (18,3 %). Der Erfolg der NSDAP ging in Hammenstedt wie in den meisten anderen südhannoverschen Ortschaften fast vollständig zulasten der DHP. Bei der Reichstagswahl im Juli 1932 wurde die NSDAP schließlich mit 54,3 % der Stimmen stärkste Kraft in Hammenstedt (reichsweit 37,3 %) gegenüber 38,2 % für die SPD (reichsweit 21,6 %).
Inzwischen ist das Dorf, das heute ca. 1.000 Einwohner zählt, durch die Eingemeindung zum 1. März 1974 in den Schoß der Stadt Northeim zurückgekehrt. Der höchsten Einwohnerstand wurde durch die Aufnahme zahlreicher Flüchtlinge und Vertriebener infolge des Zweiten Weltkrieges im Jahr 1948 mit 1250 Personen erreicht, kurz vor Ausbruch des Krieges zählte man knapp die Hälfte. Bis 1974 ging die Bevölkerungszahl auf 856 Einwohner zurück und nahm später wieder leicht zu.

## Politik

### Ortsrat
Der Ortsrat in Hammenstedt setzt sich aus neun Ratsfrauen und Ratsherren zusammen. Bei der Kommunalwahl 2021 ergab sich folgende Sitzverteilung:
- SPD: 2 Sitze
- CDU: 3 Sitze
- Unabhängige Wahlgemeinschaft Hammenstedt (UWH): 4 Sitze

### Ortsbürgermeister
Ortsbürgermeister ist Rainer Mosch, stellvertretender Ortsbürgermeister ist Frank Bartsch.

## St.-Petri-Kirche

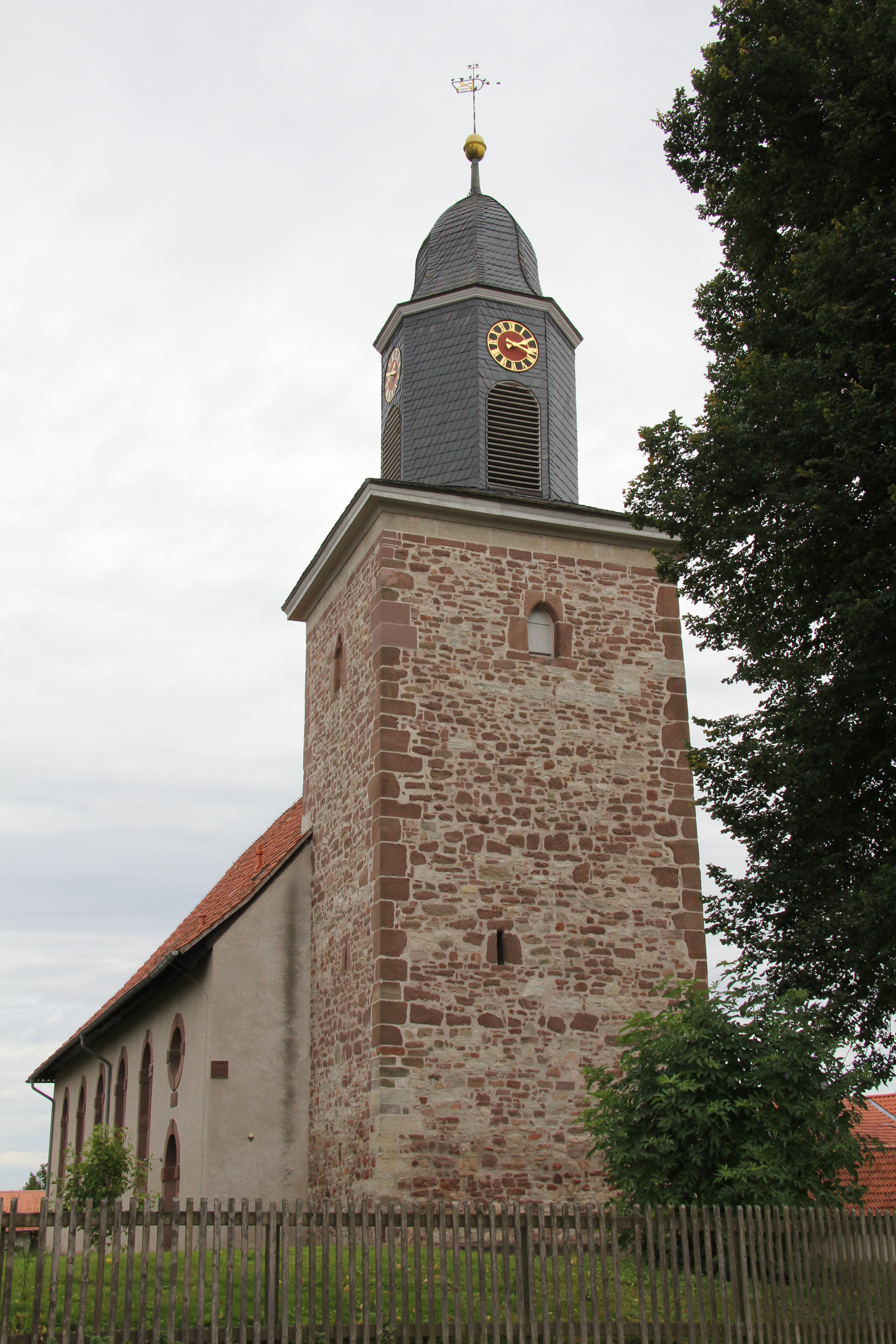
St. Petri-Kirche in Hammenstedt

Für das Jahre 1208 ist erstmals ein Gottesdienst in Hammenstedt bezeugt.
Die St.-Petri-Kirche wird noch heute für Gottesdienste benutzt. Der obere Teil der Kuppel der Kirche ist glockenförmig. Der Turm der Kirche, welcher sich an das saalartige, 1739 erbaute und 1840 bis 1841 erweiterte Langhaus anschließt, diente früher als Wehrturm. Der aus schlichtem Holz gefertigten Altar besitzt nur ein einfaches goldenes Kreuz auf der Vorderseite, das Ikonostasen orthodoxer Kirchen ähnelt. Hinter dem Altar sind Bilder, die das Leben Jesu in chronologischer Reihenfolge zeigen: Die Geburt Jesu, seine Taufe und die Bergpredigt zur Linken, das letzte Abendmahl Jesu mit seinen Jüngern, seine Kreuzigung und Himmelfahrt zur Rechten. Zur dazwischen liegenden Kanzel haben Prediger nur über eine steile Treppe Zugang. Die modernen Paramente an Altar und Kanzel geben alt- und neutestamentliche Geschichten symbolhaft wieder.
Nach der Ablösungsverordnung von 1833 verblieb der Stadt das Patronat über die St.-Petri-Kirche zu Hammenstedt. Aus diesem wurde sie erst auf eigenem Antrag durch Beschluss des Kirchvorstandes vom 10. August 1966 entlassen. Heute gehört Hammenstedt mit den naheliegenden Orten Berka und Elvershausen zu einer evangelisch-lutherischen Kirchengemeinde des Kirchenkreises Leine-Solling.
Neben der Kirche steht ein im Jahre 1921 errichtetes  Kriegsdenkmal, welches die Namen der Kriegsopfer des Ersten und Zweiten Weltkriegs beinhaltet.

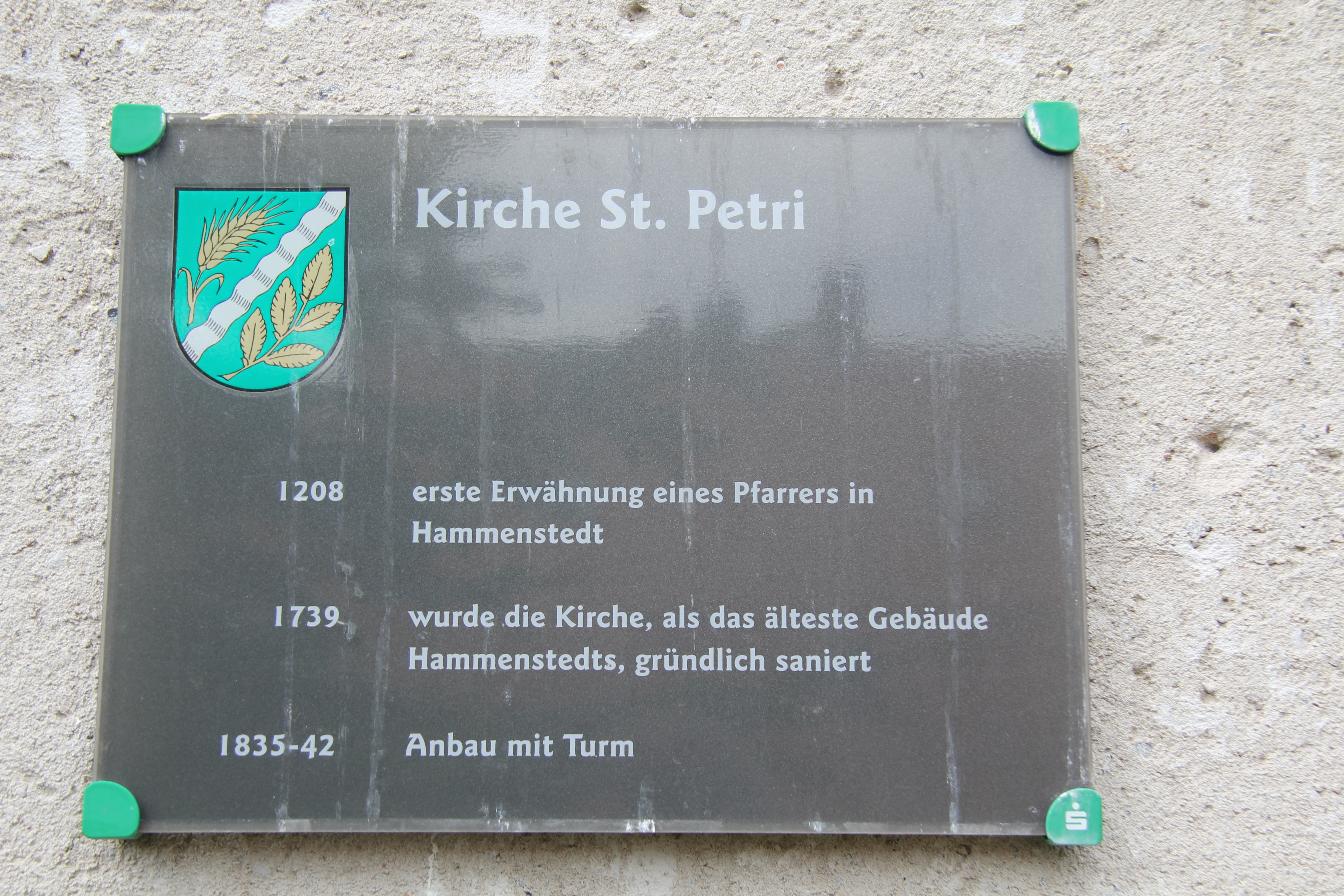
Ereignisschild neben der Kirchentür
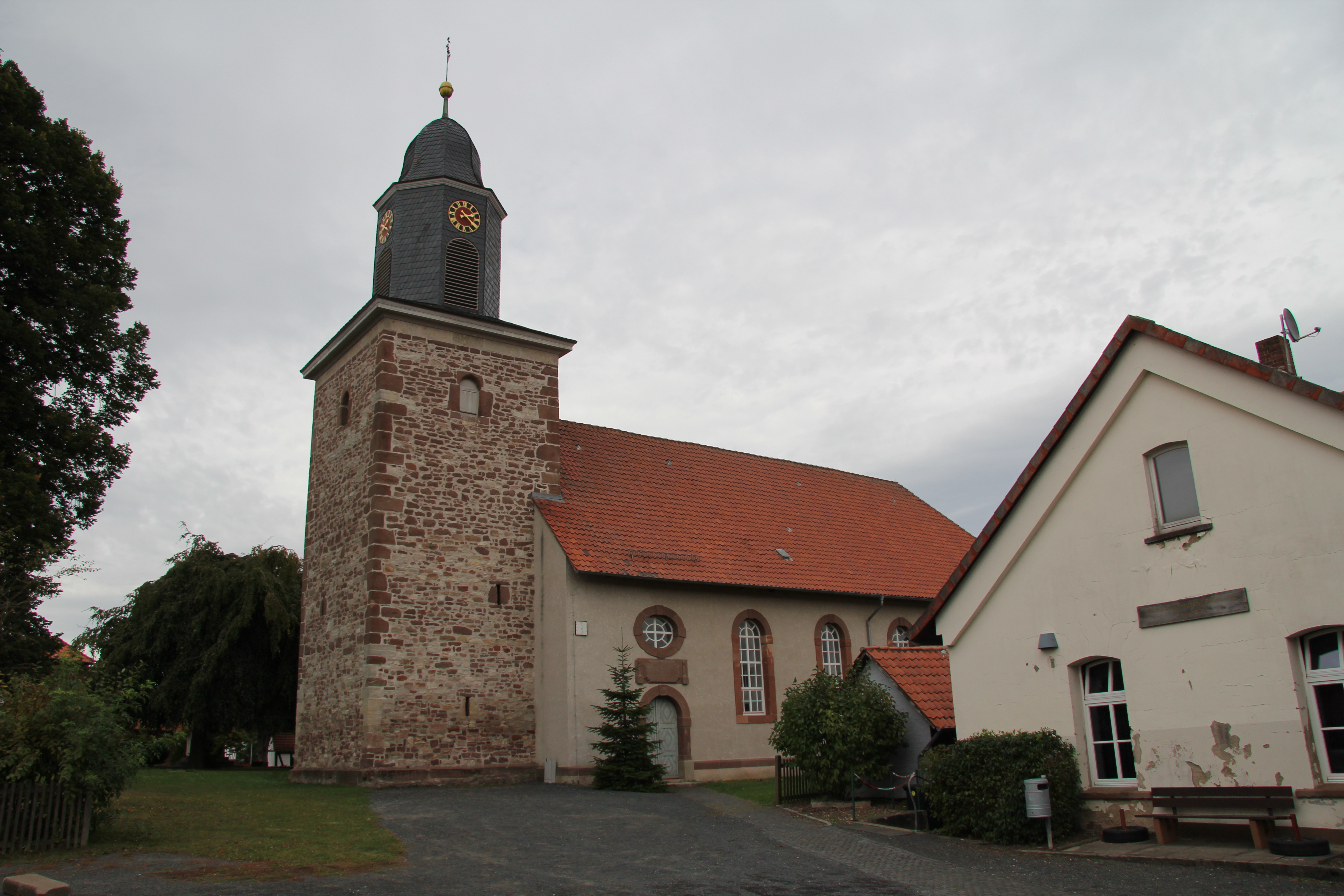
Die Hammenstedter St. Petri-Kirche mit der ehemaligen Volksschule die bis 1982 existierte
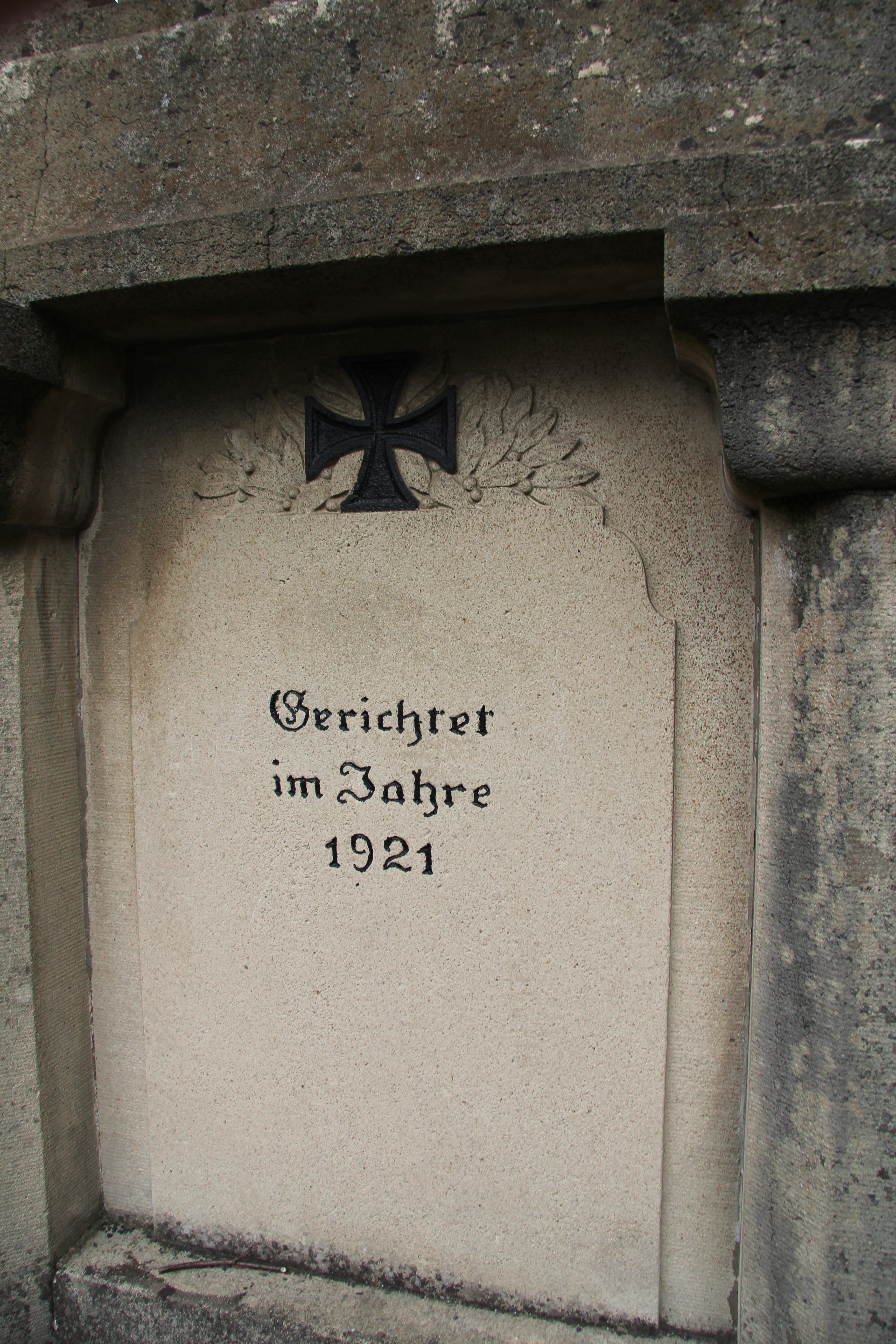
Hinterseite des neben der Kirche stehenden Kriegsdenkmals
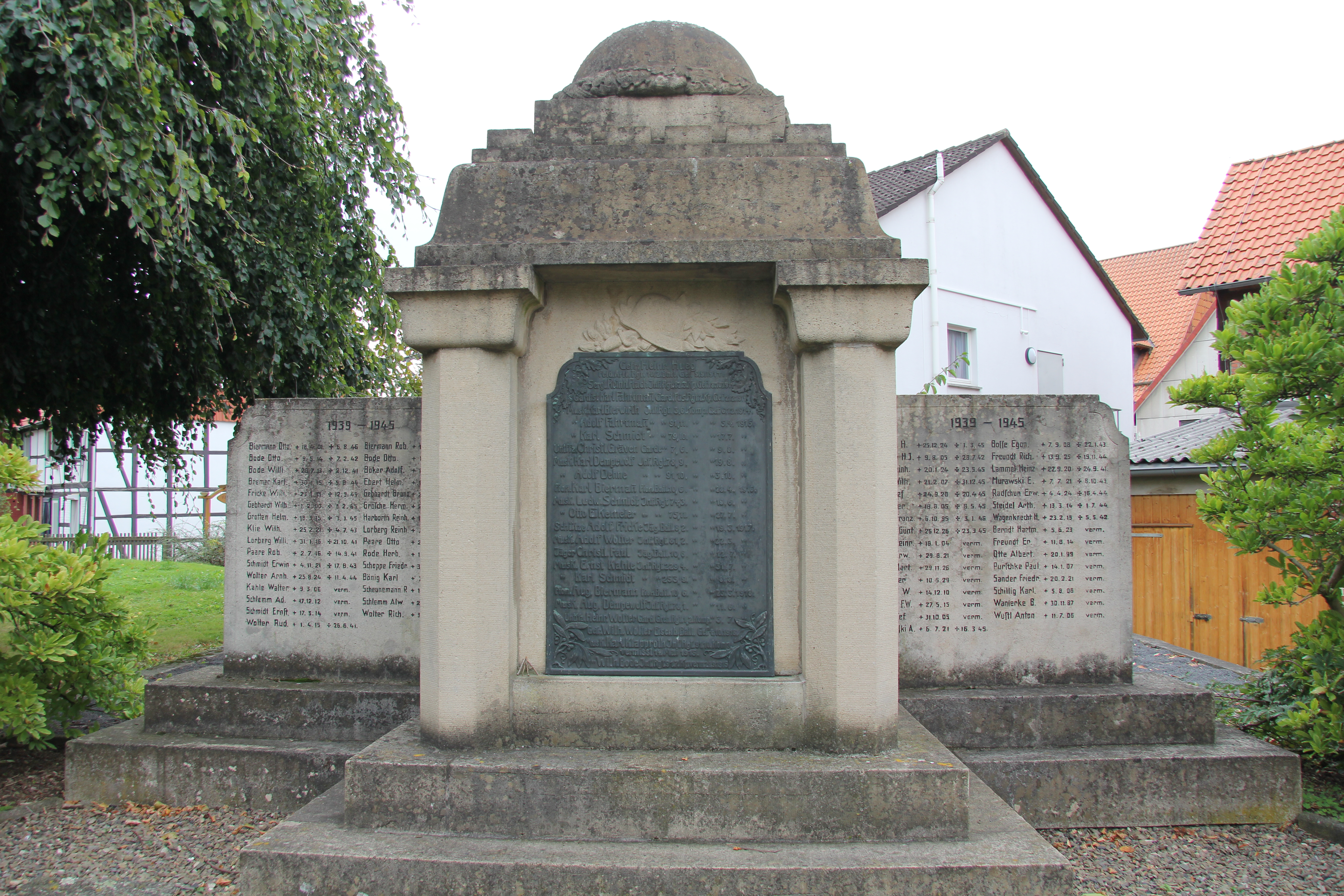
Kriegsdenkmal mit den Namen der Gefallenen des Ersten und Zweiten Weltkriegs

## Verkehr
Hammenstedt hatte einen Haltepunkt an der Südharzstrecke, welcher ohne Halt durchfahren wird.
Hammenstedt liegt an der B241 und ist an den öffentlichen Nahverkehr angeschlossen.